# مریلی توم
مریلی توم (انگلیسی: Merily Toom؛ زادهٔ ۲۰ اوت ۱۹۹۴) بازیکن فوتبال اهل استونی است.
وی همچنین در تیم‌های ملی فوتبال Estonia women's national under-17 football team, Estonia women's national under-19 football team، و Estonia women's national football team بازی کرده‌است.